# Heilandskirche (Fürstenfeld)

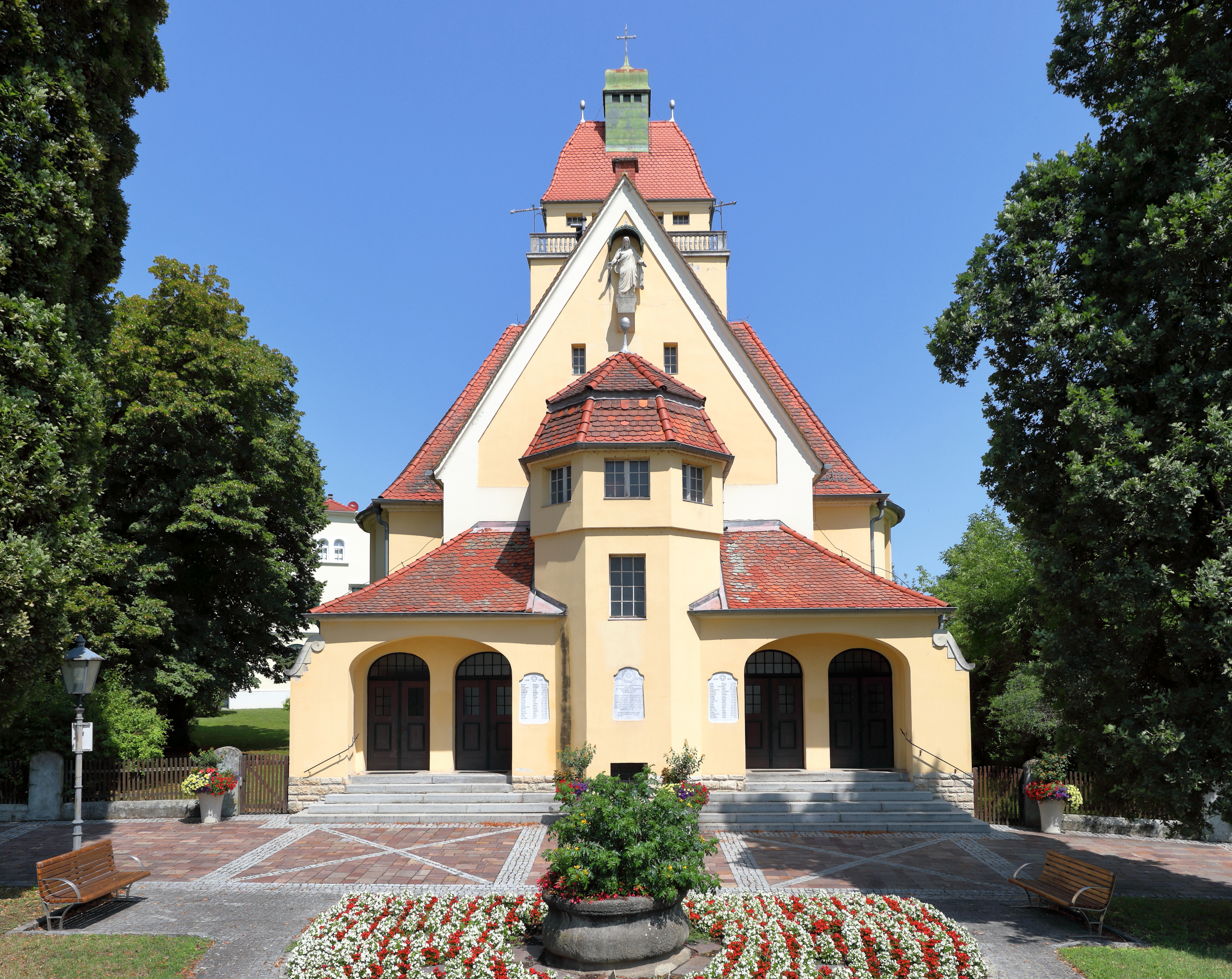
Heilandskirche in Fürstenfeld

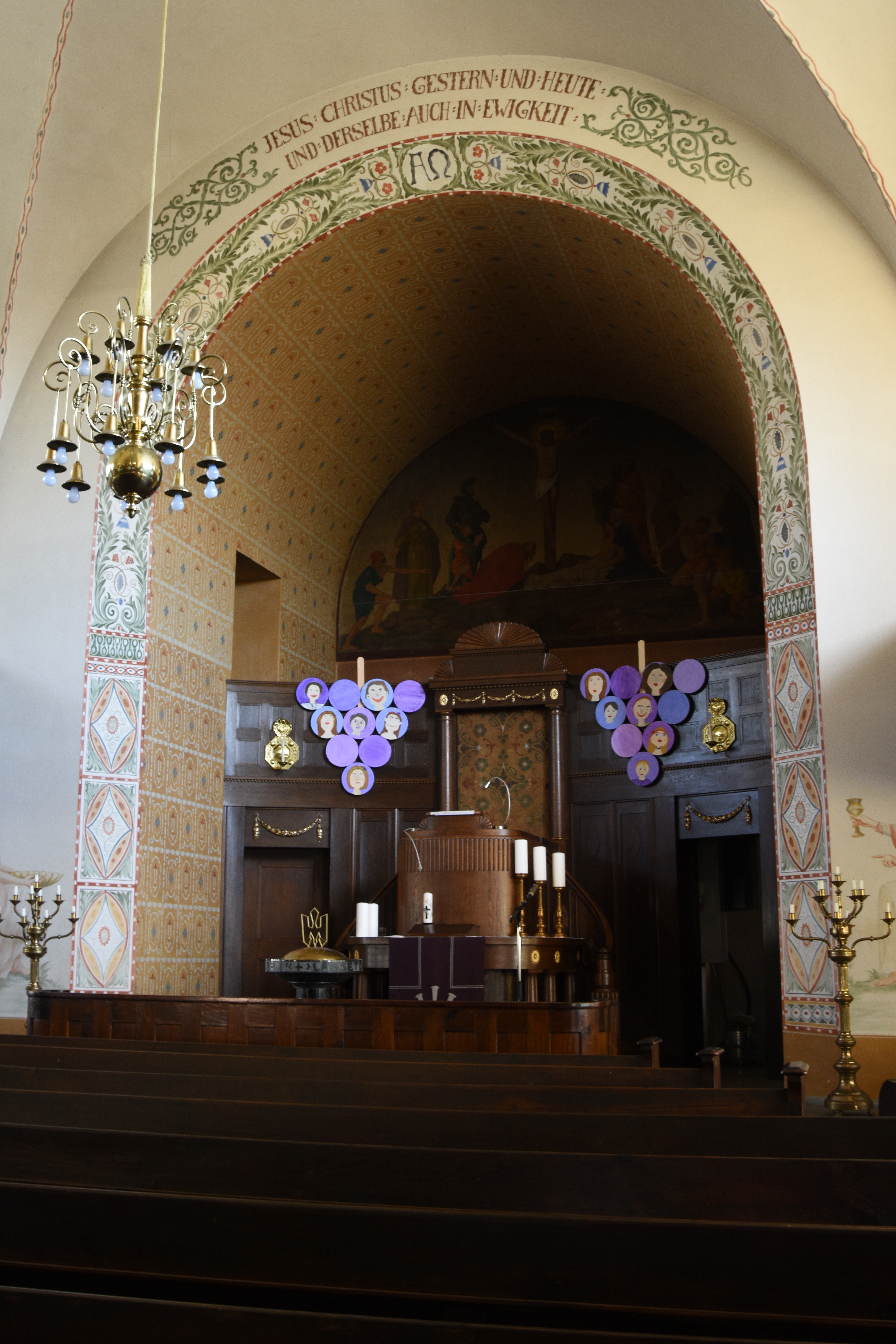
Apsis mit Kanzelaltar

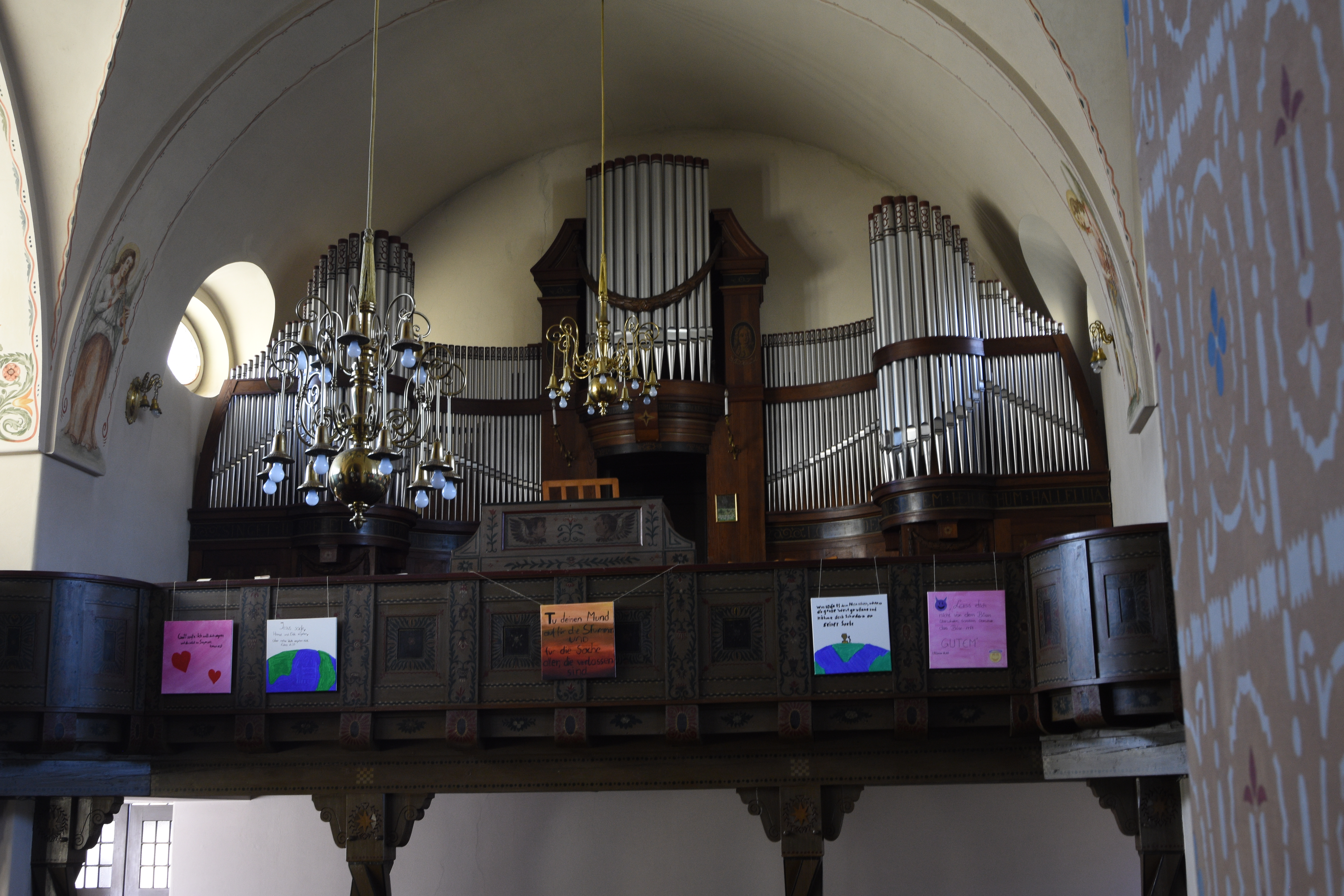
Orgel

Die Heilandskirche Fürstenfeld ist die evangelische Gemeindekirche in Fürstenfeld im politischen Bezirk Hartberg-Fürstenfeld in der Steiermark. Sie steht in der Schillerstraße und gehört der Evangelischen Superintendentur A. B. Steiermark an.

## Geschichte
Aufgrund des engen Kontakts zum benachbarten Westungarn war bereits um 1540 ein Großteil der Bevölkerung Fürstenfelds zum evangelischen Bekenntnis übergetreten, bevor 1579 die Gegenreformation einsetzte. Namentlich durch den Zuzug westungarischer Arbeiterfamilien, die in der seit 1693 bestehenden staatlichen Tabakverarbeitung tätig waren, kam es im 19. Jahrhundert wieder zu einem deutlichen Anstieg des evangelischen Bevölkerungsanteils, für den 1858 ein eigener Friedhof angelegt wurde. Erst 1895 konnte durch Überlassung eines Eiskellers ein Betsaal eingerichtet werden. 1899 wurde Fürstenfeld zur Filialgemeinde von Graz und 1902 zur selbständigen Gemeinde ernannt. Bevor der Bau einer Kirche angegangen werden konnte, wurde zunächst 1903 ein Pfarrhaus errichtet. Nach einem begrenzten Wettbewerb, zu dem vier renommierte Architekten (darunter Otto Bartning) eingeladen waren, wurde Otto Kuhlmann, Professor an der Technischen Hochschule in Berlin-Charlottenburg, 1908 mit dem Bau der Kirche beauftragt, die Kirchenweihe fand am 2. Februar 1910 statt. Von Kuhlmann wurde auch das dem Pfarrhaus benachbarte evangelische Kinderheim errichtet. Im unmittelbaren Anschluss erbaute Kuhlmann auch die Kreuzkirche in Graz.

## Kirchenbau
Die Fürstenfelder Heilandskirche ist ein im Grundriss kreisförmiger Zentralbau, dem eingangsseitig ein übergiebelter rechteckiger Anbau vorgelagert ist. Ein mittig gesetzter polygonaler Treppenaufgang mit seitlich angeordneten Portalvorhallen erweckt bei dieser Ansicht den Eindruck einer Apsis, während umgekehrt das Presbyterium von einem querrechteckigen Turmmassiv mit umlaufender Galerie, geschweiftem Walmdach und Dachreiter überhöht ist. Die segmentbogig vortretenden Seitenfassaden sind durch sechs vertikale Schlitzfenster artikuliert. Das Ergebnis ist eine äußerst lebendige, sich schrittweise aufbauende Baukörperformation. Im kreuzgratgewölbten Innenraum ergibt sich durch den Einbau seitlicher Emporen und der Orgelempore im Eingangsbau ein dichtes Raumgefüge, das den Forderungen des Wiesbadener Programms an eine protestantische Predigtkirche entsprach. In Übereinstimmung damit ist in der Kirchenachse ein Kanzelaltar aufgestellt und die Gestühlsanordnung fächerförmig darauf bezogen. Über dem Altar, in einer Lünette, ist ein Fresko der Kreuzigung zu sehen, den Entwurf dazu stammt von Wilhelm Steinhausen. Am Außenbau, im Giebel, befindet sich eine Kopie der Christusstatue von Bertel Thorvaldsen. Die 1910 gestiftete Orgel mit ihrem Freipfeifenprospekt ist ein Werk der Brüder E. und G. Borckenstein.
„Mit seiner Fürstenfelder Heilandskirche hat Otto Kuhlmann durch den unvoreingenommenen Umgang mit den Raumelementen, den auf ein Mindestmaß reduzierten Dekor und den Einsatz des zentralisierenden Grundrisses nach funktionellen Gesichtspunkten eine moderne Lösung erarbeitet. Am Außenbau vertritt sie einen für Berlin typischen, für Österreich aber seltenen Hang zur Vertikalität, die durch den hohen Turm, die schmalen Fensterbahnen und den steilen Giebel über den Eingang zum Ausdruck kommt.“